# 辜敏道
辜敏道，福建南安人，明朝政治人物、進士出身。

## 生平
永樂元年，福建癸未乡试中舉。永樂二年，登甲申科進士，授臨桂縣知縣。